# Defensiebrede Vervanging Operationele Wielvoertuigen
Defensiebrede Vervanging Operationele Wielvoertuigen (DVOW) is een omvangrijk materieelvervangingsproject van het ministerie van Defensie waarbinnen een groot deel van de operationele wielvoertuigen van de Nederlandse krijgsmacht wordt vernieuwd. De te vervangen voertuigen zijn, voor het grootste deel, ingevoerd tussen de jaren 1980 en 2000 en nader(d)en het einde van hun operationele levensduur. Het vervangingsproject ging oorspronkelijk in 2008 van start, maar werd als gevolg van bezuinigingen op het defensiebudget geplaagd door vertragingen.

## Onderdelen
Het DVOW-programma bestaat, op basis van de financiële omvang en potentiële risico's, uit zowel gemandateerd als niet-gemandateerde deelprojecten. De projecten 'Voertuig 7,5kN', 'Voertuig Quad', 'Brandstofcontainers' en 'Containerhefmiddelen' zijn allen gemandateerd. De projecten 'Voertuig 50-100-150kN', 'Containersystemen en Subsystemen', 'Voertuig 12kN overig en RCWS' en 'Voertuig 12kN Air Assault' zijn niet gemandateerd.

### Gemandateerde projecten

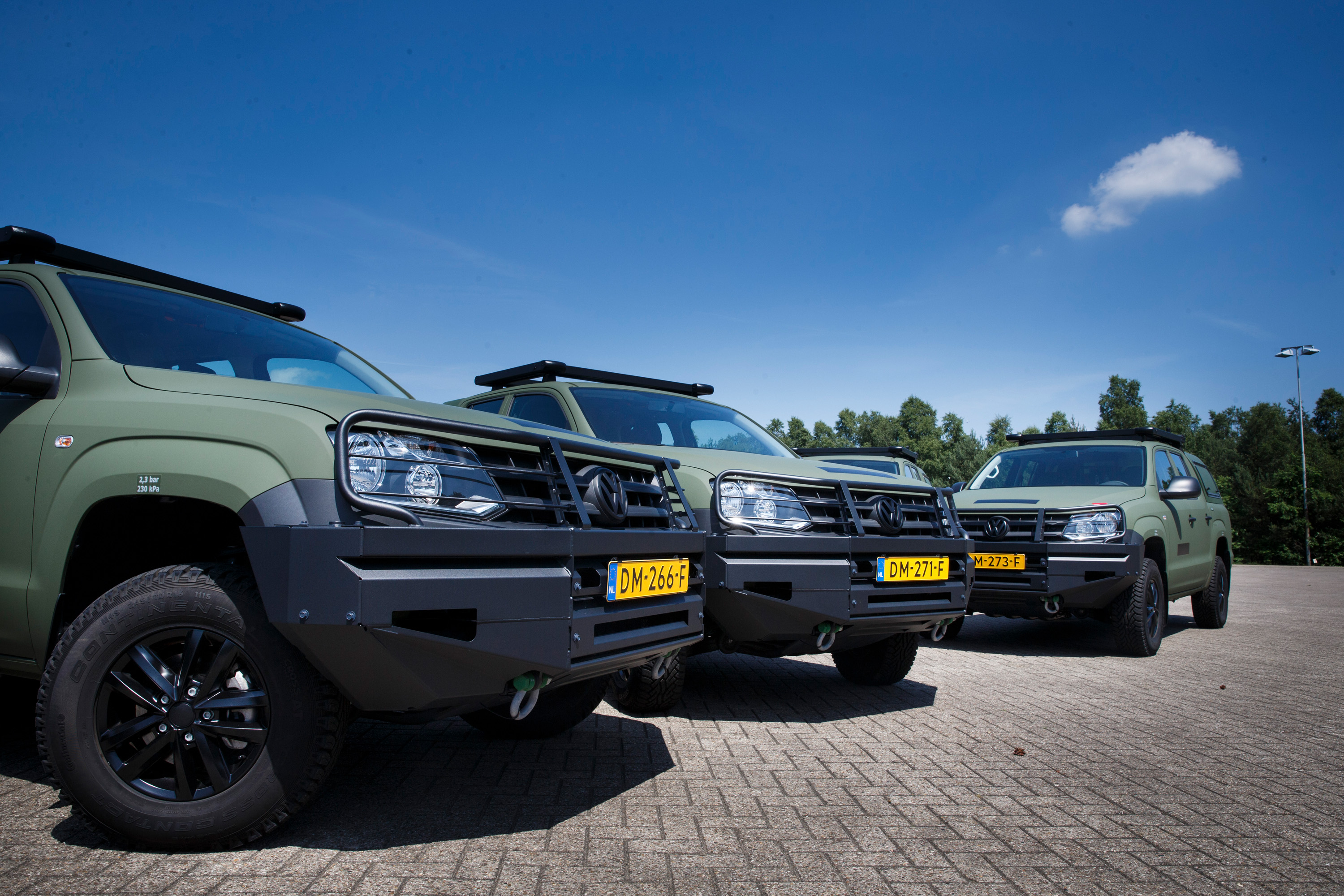
Volkswagen Amarok 10kN in Defensie-uitmonstering

#### Voertuig 7,5kN
Het project 'Voertuig 7,5kN' behelst de vervanging van een groot deel van de Mercedes-Benz 290GD- en Land Rover Defender 110XD-voertuigen die werden gebruikt voor de vredesbedrijfsvoering en overige niet-tactische rollen. Op 5 december 2013 sloot de Defensie Materieel Organisatie (DMO) hiervoor een contract met de firma Pon voor de initiële levering van 1667 voertuigen van het type Volkswagen Amarok-pick-uptrucks (dubbele cabine, 103kW). De eerste serie van 1.667 voertuigen heeft een laadvermogen van ruwweg 750 kilogram (7,5kN); de tweede serie van 456 voertuigen hebben echter een laadvermogen van 10kN en zijn daarnaast voorzien van een aantal versterkingen zoals een stalen bumper.
Voor bepaalde gebruikers zijn speciale configuraties opgebouwd. De voertuigen voor de Explosieven Opruimingsdienst Defensie (EOD) en Koninklijke Marechaussee (KMar) beschikken over striping en optische en geluidssignalen. Daarnaast zijn er eveneens specifieke varianten voor de hondengeleiders van de Koninklijke Luchtmacht, terreinopzichters en opleidingsonderdelen. In 2019 werden de laatste voertuigen uitgeleverd waarmee het deelproject formeel werd afgerond.

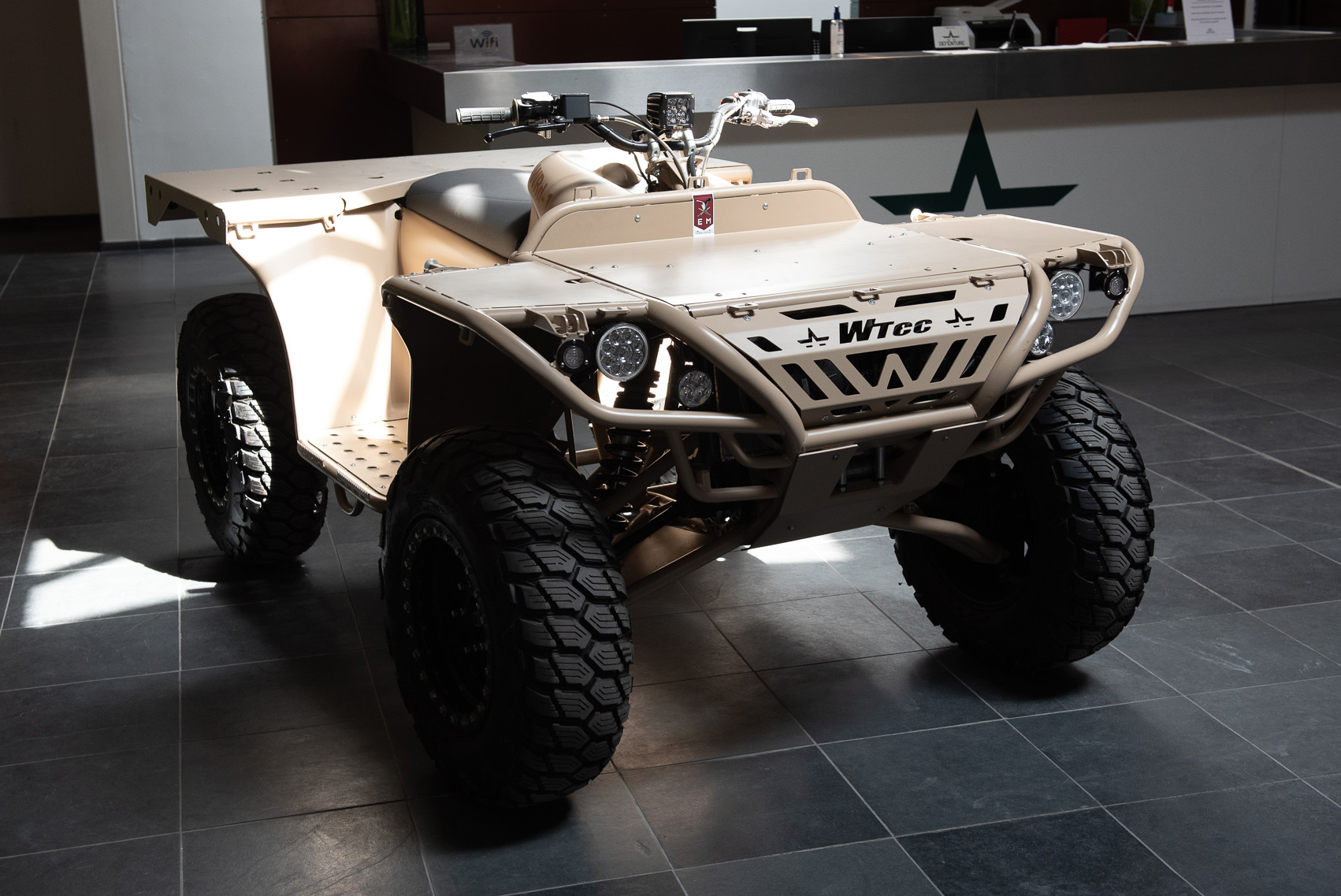
Defenture MDQ bij sluiting van het contract in 2020

#### Voertuig Quad
Binnen het deelproject 'Voertuig Quad' wordt de Suzuki King Quad 750 AXI 4x4 vervangen. Deze quads, waarover de krijgsmacht sinds 2010 beschikt, werden oorspronkelijk aangekocht voor gebruik door de speciale eenheden voor gebruik in Afghanistan gedurende de ISAF-uitzendingen, bij langeafstandsverkenningen en moeilijk begaanbaar terrein. Later werden de quads ook door conventionele eenheden gebruikt voor een verscheidenheid aan taken, waaronder bij de uitzendingen naar Mali als onderdeel van MINUSMA.
Op 6 augustus 2020 sloot Defensie een contract met de Nederlandse firma Defenture, dat de voertuigen in samenwerking met W-Tec en Defensie ontwikkelt, voor de levering van 249 militaire dieselquads (MDQ). De MDQ beschikt over een multifuel-dieselmoter, permanente vierwielaandrijving en een laaddek aan de voor- en achterzijde. Daarnaast kunnen de quads worden uitgerust met een verscheidenheid aan wapensystemen, waaronder machinegeweren als de FN MAG. Het Korps Commandotroepen, het Korps Mariniers en 11 Luchtmobiele Brigade zullen over de MDQ gaan beschikken. De leveringsomvang is uitgebreid tot 274 voertuigen, de levering zal naar verwachting geschieden in de jaren 2023 en 2024.

#### Brandstofcontainers
Ter vervanging van het brandstofdistributiemiddel (BDM) dat in gebruik was sloot DMO in september 2019 een contract met de Italiaanse firma AMA SpA voor de levering van 40 brandstofcontainers.

#### Containerhefmiddelen
Voor het op- en afbouwen van de container- en subsystemen op de Scania-vrachtwagens sloot DMO in april 2019 het contract voor de levering van 68 heftrucks met het Canadees-Nederlandsse consortium Liftking/Van Santen. De Canadese producent Liftking levert 68 Container Lifting Trucks (CLT) en 12 spreaders. De Nederlandse firma Van Santen draagt verantwoordelijkheid voor het onderhoud van de heftrucks.

### Niet-gemandateerde projecten

#### Voertuig 50-100-150kN

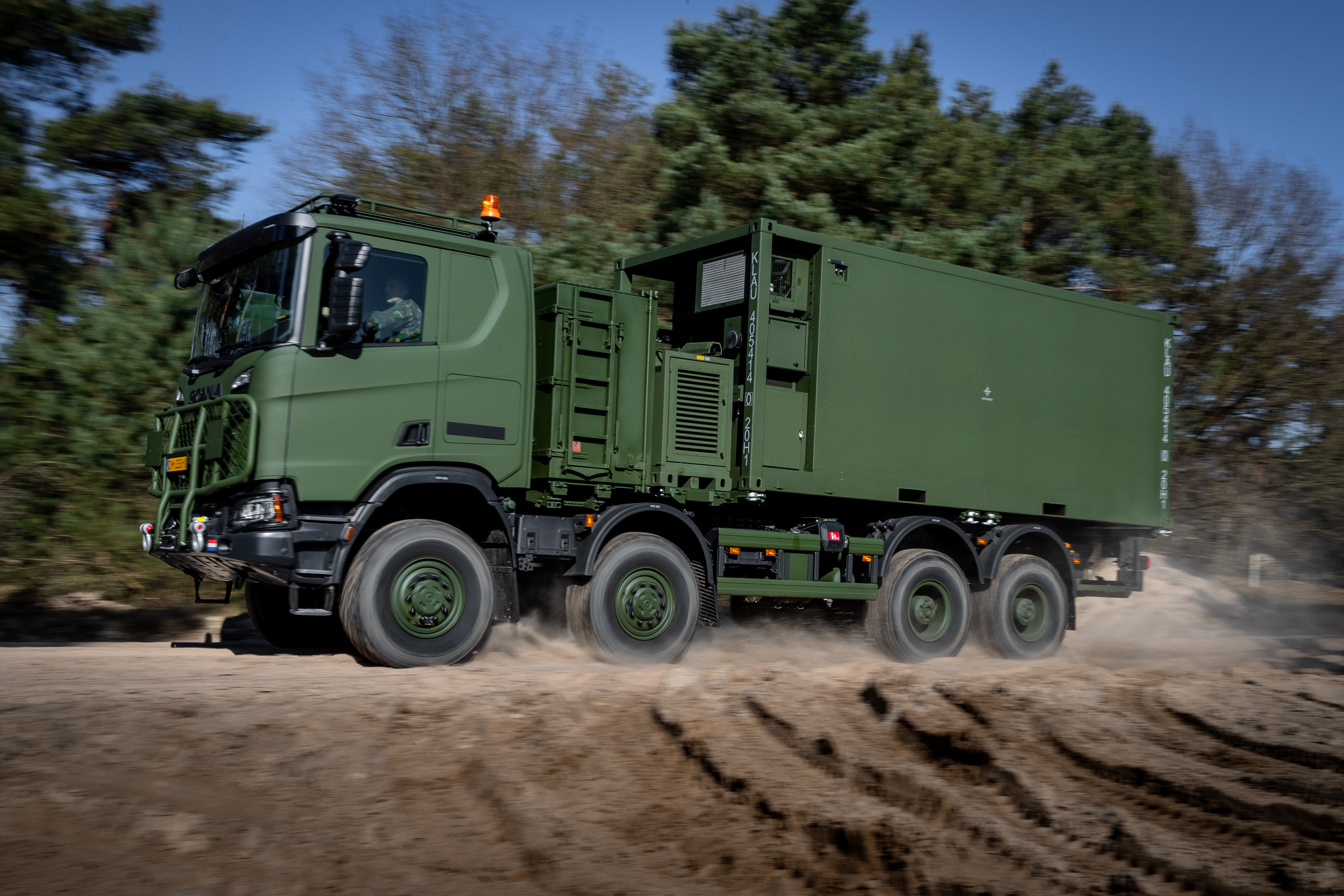
De Scania Gryphus 8x8 High Operational in het veld

Het deelproject 'Voertuig 50-100-150kN' behelst de vervanging van de vrachtwagens van het type DAF YA 4440/4442 (viertonner) en DAF YA-2300 (tientonner). Deze voertuigen stroomden in de jaren 1980 binnen bij Defensie en zijn vanwege sterke veroudering en een gebrek aan beschikbare reserveonderdelen toe aan vervanging. Na een aanbestedingsprocedure waaraan ook DAF en Rheinmetall-MAN deelnamen, sloot DMO in september 2017 een contract met het Zweedse Scania het contract voor de levering van een initiële 2.037 Scania Gryphus-vrachtwagens. De Gryphus is een militaire uitvoering van de Scania XT-serie, een reeds leverbare vrachtwagen voor het bouwsegment. In een later stadium werd een optie voor extra voertuigen binnen het contract gelicht waarmee de totale leveringsomvang uitkwam op 2.849 voertuigen. Levering van de eerste voertuigen begon in 2018 en zal naar verwachting in 2023 afgerond zijn.
Scania levert de voertuigen in drie hoofdcategorieën: 50kN, 100kN en 150kN (verwijzend naar het laadvermogen). Hierbinnen wordt een verder onderscheid gemaakt tussen Low Operational (LO) en High Operational (HO) voertuigen. Uitsluitend de High Operational voertuigen kunnen worden uitgerust met een van de 385 meegeleverde gepantserde wisselcabines.

#### Containersystemen en Subsystemen
Voor gebruik in combinatie met de Gryphus-vrachtwagens is tevens een groot aantal container- en subsystemen besteld. Het Britse bedrijf Marshall Land Systems won in 2018 de aanbesteding voor de levering van in totaal 1.433 (middels een optie in het contract uitgebreid naar 1.631) containers in verschillende uitvoeringen. De 20-voetcontainers containers worden geleverd in de volgende varianten: transport (ongeconditioneerd), werkplaats (met de subvarianten kantoor, distributie en herstel), opslag, medical, duikschool, command & control, server en command & control uitschuifbaar (met een vloeroppervlakte van 36 m²). De laatste zeven varianten zijn voorzien van airconditioning, verwarming, ventilatie, klimaatbeheersing en bescherming tegen schadelijke externe stralingen. De bijgeleverde aggregaten worden geproduceerd door de Nederlandse firma Brinkmann & Niemeijer.

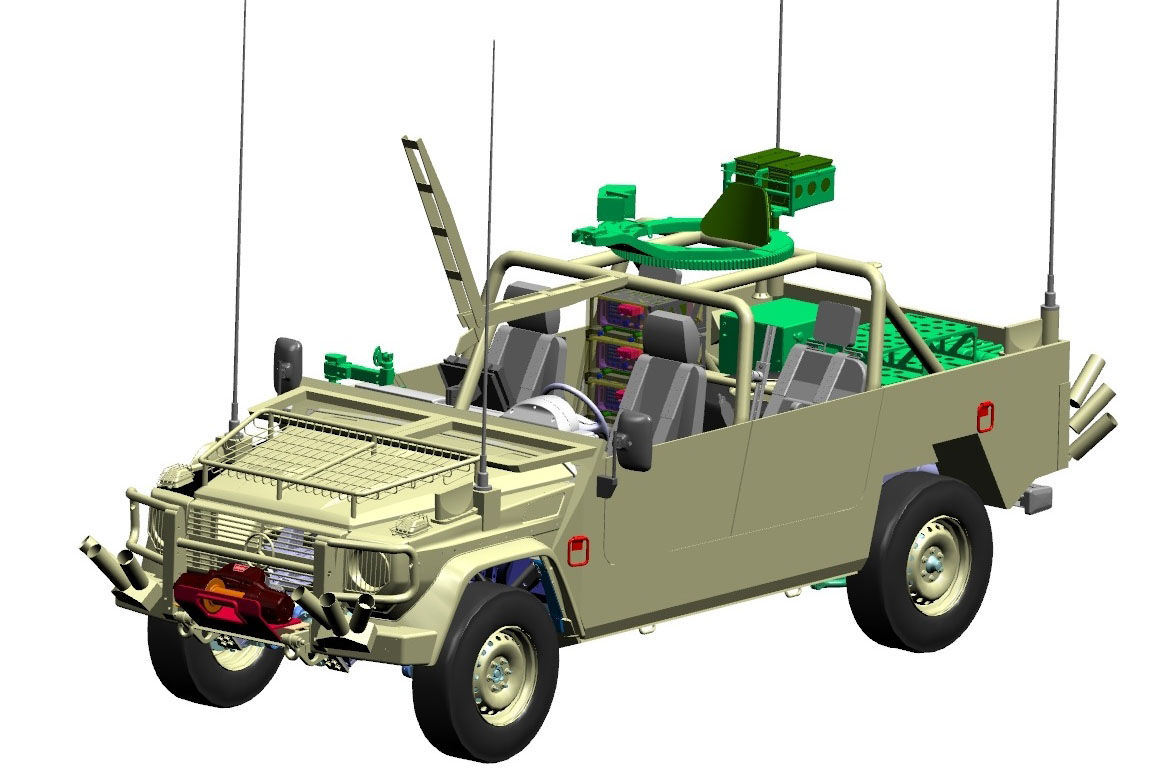
De fighting vehicle-variant van de, inmiddels geannuleerde, Mercedes-Benz G300CDI '12kN Air Assault'

#### Voertuig 12kN Air Assault
Ter vervanging van het Luchtmobiel Speciaal Voertuig (LSV) en de Mercedes-Benz 290GD-terreinvoertuigen die in gebruik zijn binnen 11 Luchtmobiele Brigade sloot Defensie binnen het project "Voertuig 12kN Air Assault" in oktober 2018 een contract met Mercedes-Benz/VDL Groep. De fabrikanten zou 515 voertuigen gaan leveren in drie hoofdvarianten: een gevechtsvariant, een logistieke variant en een gewondentransportvariant. De hoofdvarianten hebben elk verdere subvarianten.
Als gevolg van jarenlange vertraging, ontstaan door de complexe ontwikkeling van het voertuig, heeft Defensie in november 2021 het contract met Mercedes-Benz ontbonden. Defensie gaat samenwerking met Duitsland zoeken - nieuwe voertuigen worden hierdoor niet voor 2027 verwacht.

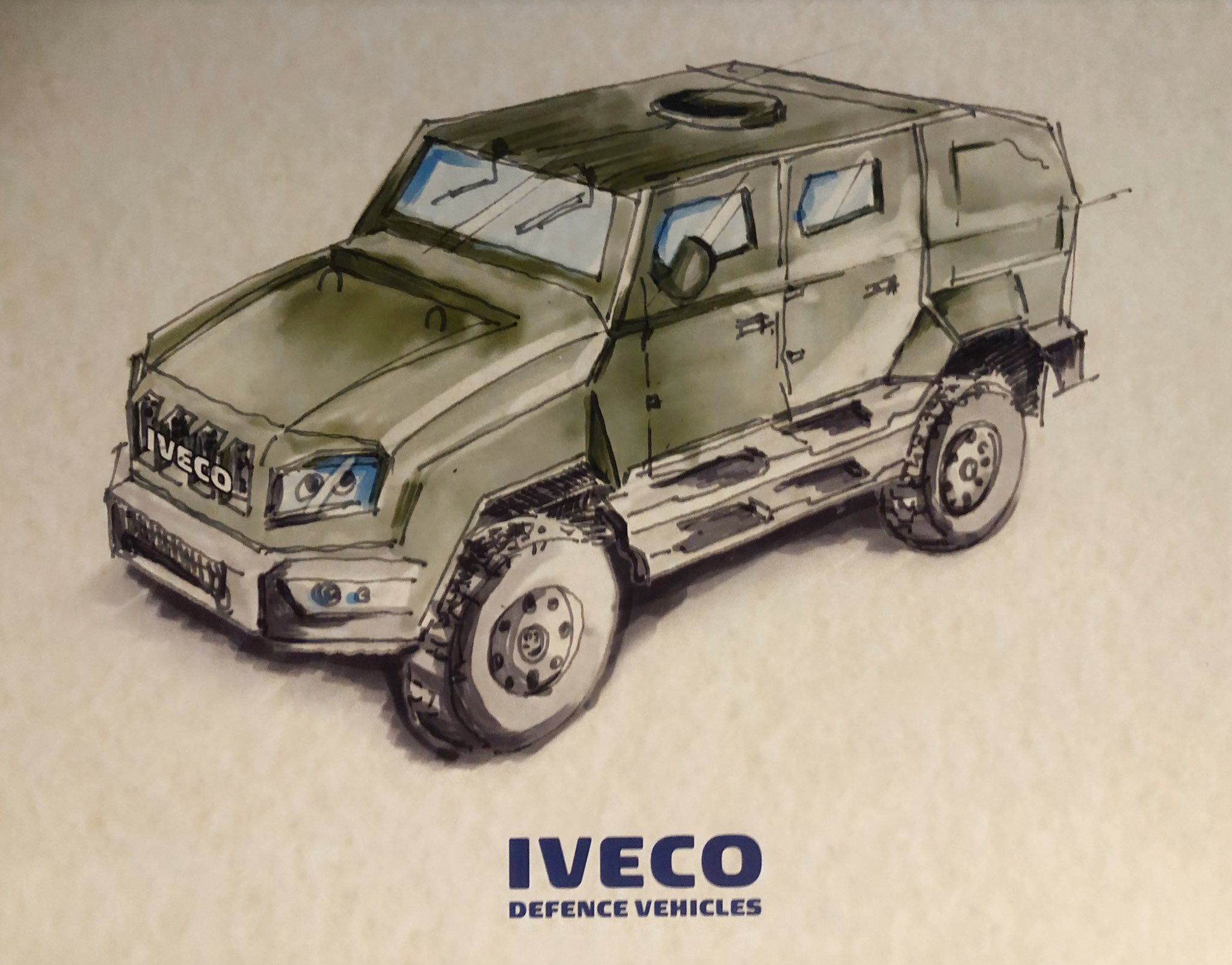
Conceptschets uit november 2019 van de Iveco Medium Tactical Vehicle, met de Defensie-benaming 'Manticore'

#### Voertuig 12kN overig en RCWS
Het deelproject 'Voertuig 12kN overig en RCWS' voorziet in de aanschaf van een tactisch pantservoertuig met een laadvermogen van 12kN, ter vervanging van de Mercedes-Benz 290GD-terreinvoertuigen (alle varianten) en de YPR-765-pantservoertuigen van de Koninklijke Marechaussee en Koninklijke Luchtmacht. Op 28 november 2019 sloot Defensie een contract met Iveco voor de levering van 1.275 pantservoertuigen van het type Iveco Medium Tactical Vehicle (MTV), met de Defensie-benaming Manticore. De Manticore wordt geleverd in vijf hoofdvarianten: twee gevechtsvarianten (hardtop en softtop), een logistieke variant (pick-up), een gewondentransportvariant en een militaire politie variant. Het betreft een volledig nieuw voertuigtype dat in nauwe samenwerking met Defensie wordt ontwikkeld, levering van de eerste voertuigen is voorzien voor 2023. Een honderdtal voertuigen dat oorspronkelijk bedoeld was voor het Korps Mariniers, is uit het project ontvlochten. Het werd ondergebracht in een apart project, de totale bestelling betond daarna uit 1.185 voertuigen.
Naast de levering van 1.185 Manticore-voertuigen is Iveco tevens verantwoordelijk voor de levering van 130 op afstand bestuurbare wapenstations, zogeheten remote controlled weapon stations (RCWS). Het geselecteerde RCWS, het deFNder Light-systeem van FN Herstal, kan worden uitgerust met een FN MAG-machinegeweer. De RCWS'en kunnen tevens op de gepantserde wisselcabines van de Scania Gryphus-vrachtwagens worden geïnstalleerd.

## Complicaties

### Gunning '12kN Air Assault' aan Mercedes-Benz
Na gunning van het contract voor de levering van het voertuig '12kN Air Assault' aan Mercedes-Benz, zetten sommige critici kanttekeningen bij de keuze van Defensie voor een buitenlandse producent, waar het ministerie in zijn Defensie Industrie Strategie het belang van significante Nederlandse industriële deelname bepleit. Defensie liet in een schriftelijke reactie weten dat de Nederlandse inzending van Defenture net zo goed was als die van de concurrent Mercedes-Benz, maar wel 40 procent duurder.
In de jaarlijkse materieelrapportage, het Defensie Projectenoverzicht, van 2020 maakt Defensie voor het eerst gewag van problemen binnen het project; het project liep een vertraging op van ten minste een jaar vanwege de "complexe ontwikkeling van het voertuig door de leverancier". In een artikel over problemen binnen het DVOW-project in De Telegraaf wordt op basis van een brief van medeproducent VDL geschetst dat door Defensie-eisen omtrent de bescherming tegen scherfwerking het oorspronkelijk geoffreerde chassis niet kan voldoen aan de gewichtseisen.
Op 18 november 2021 informeert minister van Defensie Henk Kamp de Tweede Kamer dat Defensie geen oplossing heeft kunnen vinden, en daardoor genoodzaakt is het contract met Mercedes-Benz te ontbinden. Defensie gaat in gesprek met Duitsland voor mogelijke aansluiting bij een Duits luchtmobiel voertuigprogramma. Deze nieuwe voertuigen worden niet voor 2027 verwacht, waarmee ten opzichte van de oorspronkelijk geplande instroomfase in 2021, het project ruim 6 jaar vertraging oploopt. Als interim-voorziening worden naar verwachting 41 nieuwe luchtmobiele voertuigen aangeschaft

### Overschrijding maximale hoogte Scania Gryphus
Tevens beschreven in het boven vernoemde Telegraaf-artikel was een vermeend probleem met de hoogte van de Scania Gryphus. Door de hoogte van de Gryphus zou het voertuig in combinatie met het meest gebruikte containertype de maximale hoogte van vier meter, zoals omschreven in de Wegenverkeerswet, overschrijden. In een reactie op de berichtgeving, op 8 mei 2021, stelt Defensie dat alle Gryphus-voertuigen veilig de weg op kunnen en voldoen aan de in de Wegenverkeerswet vastgelegde maximale hoogte van vier meter. Op 9 september 2021 meldt Defensie echter dat een van Scania Gryphus-varianten, in combinatie met de ISO-standaard 8-voet container, enkele centimeters hoger is dan de wettelijk toegestane vier meter. Op 16 december 2021 meldt Defensie dat het voornemens is de hoogte-overschrijding te verhelpen door het verlagen van de bandenspanning, waarmee de Gryphus weer aan de geldende normen voldoet.

### 12kN-voertuigen Korps Mariniers
In het Telegraaf-artikel wordt eveneens benoemd dat de bestelde 12kN-voertuigen van Iveco vanwege de afmetingen niet past in de LCVP-landingsvaartuigen die in gebruik zijn binnen het Korps Mariniers. Waar de 12kN Navy van Iveco oorspronkelijk bij de mariniers zou instromen, als vervanger van de verouderde Land Rovers, is gekozen om deze behoefte uit het DVOW-project te ontvlechten en onder te brengen binnen een apart project. Binnen dit aparte project, Future Littoral All-Terrain Mobility patrouillevoertuigen (FLATM PV), worden 179 nieuwe lichte patrouillevoertuigen vanaf 2025 verwacht.